# Цемиц
Цемиц (њем. Zemitz) општина је у њемачкој савезној држави Мекленбург-Западна Померанија. Једно је од 89 општинских средишта округа Остфорпомерн. Према процјени из 2010. у општини је живјело 842 становника. Посједује регионалну шифру (AGS) 13059104.

## Географски и демографски подаци
Цемиц се налази у савезној држави Мекленбург-Западна Померанија у округу Остфорпомерн. Општина се налази на надморској висини од 9 метара. Површина општине износи 31,0 km². У самом мјесту је, према процјени из 2010. године, живјело 842 становника. Просјечна густина становништва износи 27 становника/km².